# Nyarurambi
Nyarurambi är ett vattendrag i Burundi.   Det ligger i provinsen Bujumbura Rural, i den västra delen av landet, 26 km söder om huvudstaden Bujumbura.
Omgivningarna runt Nyarurambi är en mosaik av jordbruksmark och naturlig växtlighet. Runt Nyarurambi är det ganska tätbefolkat, med 172 invånare per kvadratkilometer.